# Målselv
Målselv è un comune norvegese della contea di Troms.

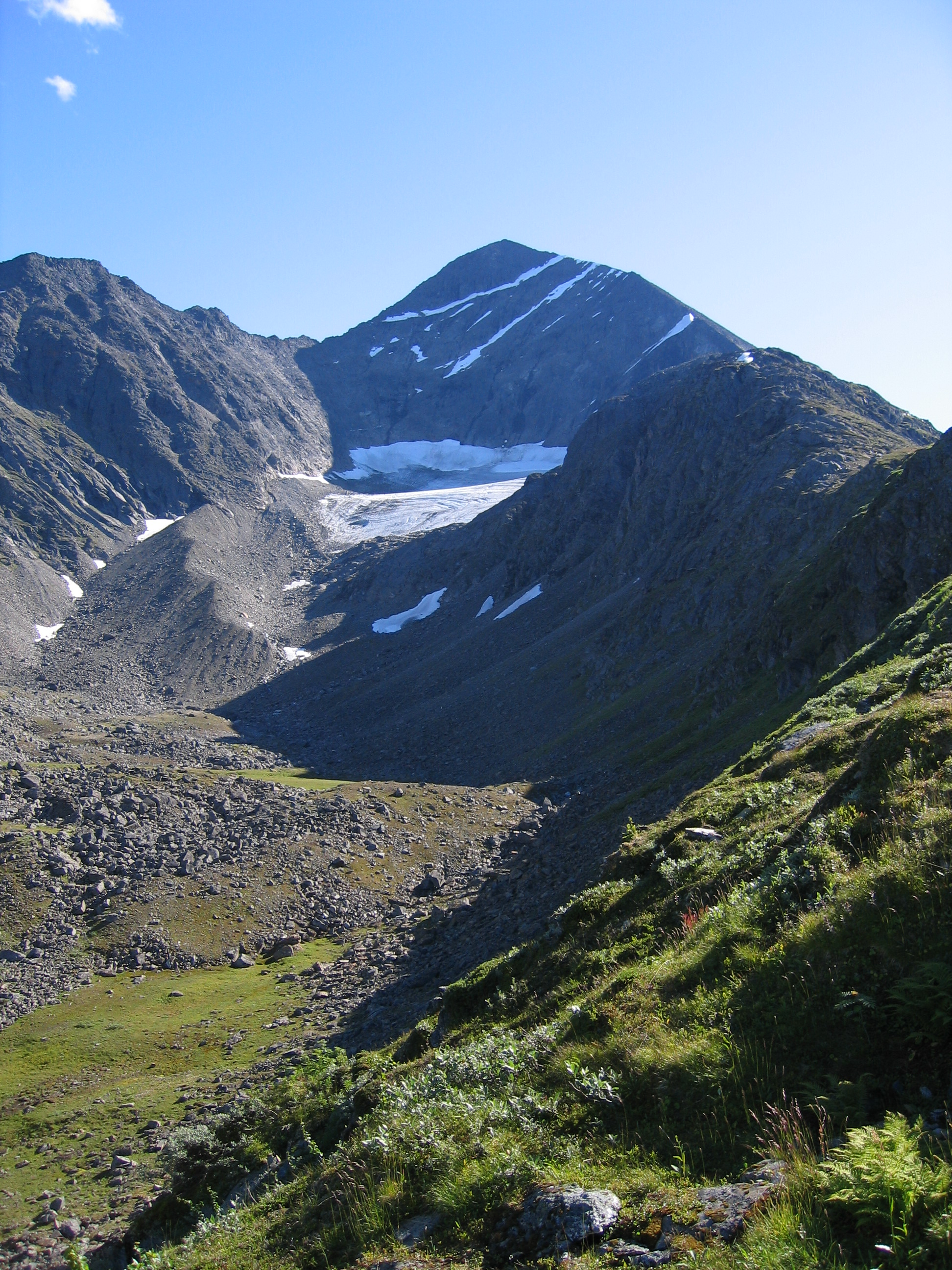
Paesaggio nel territorio comunale